# Collina
Collina is een monotypisch geslacht van spinnen uit de  familie van de wielwebspinnen (Araneidae).

## Soort
- Collina glabicira Urquhart, 1891